# Earl of Roden

Wappen der Earls of Roden

Earl of Roden, of High Roding in the County of Tipperary, ist ein erblicher britischer Adelstitel in der Peerage of Ireland.
Familiensitz der Earls waren Hyde Hall bei Sawbridgeworth in Hertfordshire und Tollymore Park bei Bryansford im County Down.

## Verleihung, nachgeordnete und weitere Titel
Der Titel wurde am 1. Dezember 1771 für Robert Jocelyn, 2. Viscount Jocelyn, geschaffen. Er hatte bereits 1756 von seinem Vater die Titel Viscount Jocelyn, und Baron Newport, of Newport in the County of Tipperary, geerbt, die diesem am 6. Dezember 1755 bzw. 29. November 1743 in Peerage of Ireland verliehen worden waren. 1778 erbte er zudem von seinem Onkel zweiten Grades den Titel 5. Baronet, of Hyde Hall in the County of Hertford, der am 8. Juni 1665 in der Baronetage of England geschaffen worden war.
Der 3. Earl wurde 1821 in Peerage of the United Kingdom zum Baron Clanbrassil, of Hyde Hall in the County of Hertford and Dundalk in the County of Louth, erhoben. Dieser Titel war im Gegensatz zu den anderen Titeln mit einem Sitz im britischen House of Lords verbunden. Die Baronie Clanbrassil erlosch 1897 beim Tod des 5. Earls.

## Liste der Viscounts Jocelyn und Earls of Roden

### Viscounts Jocelyn (1755)
- Robert Jocelyn, 1. Viscount Jocelyn (1688–1756)
- Robert Jocelyn, 2. Viscount Jocelyn (1731–1797) (1771 zum Earl of Roden erhoben)

### Earls of Roden (1771)
- Robert Jocelyn, 1. Earl of Roden (1731–1797)
- Robert Jocelyn, 2. Earl of Roden (1756–1820)
- Robert Jocelyn, 3. Earl of Roden (1788–1870)
- Robert Jocelyn, 4. Earl of Roden (1846–1880)
- John Jocelyn, 5. Earl of Roden (1823–1897)
- William Jocelyn, 6. Earl of Roden (1842–1910)
- Robert Jocelyn, 7. Earl of Roden (1845–1915)
- Robert Jocelyn, 8. Earl of Roden (1883–1956)
- Robert Jocelyn, 9. Earl of Roden (1909–1993)
- Robert Jocelyn, 10. Earl of Roden (* 1938)

Titelerbe (Heir apparent) ist der Sohn des aktuellen Titelinhabers, Shane Jocelyn, Viscount Jocelyn (* 1989).